# Bunt Koggego

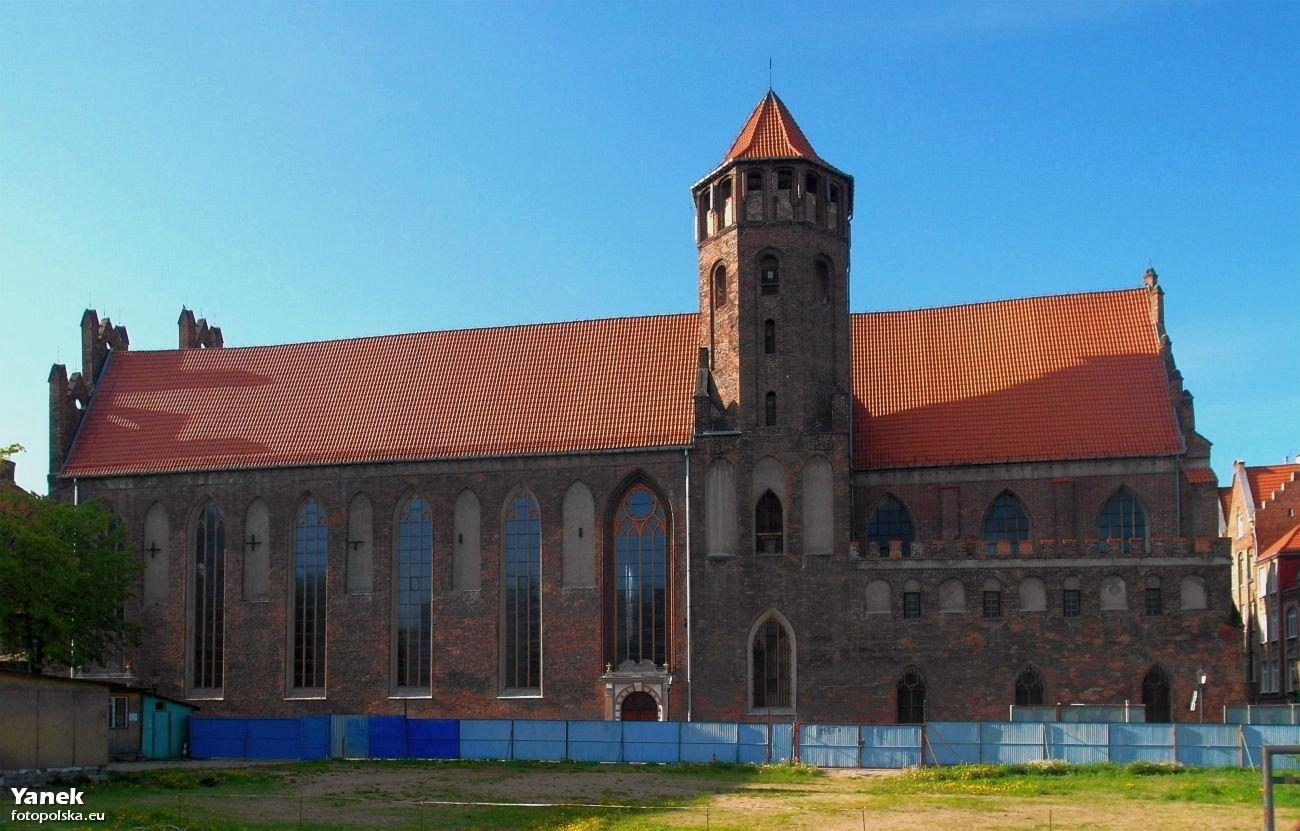
Kościół dominikanów pw. św. Mikołaja - w nieistniejącym klasztorze przy kościele spotykała się opozycja

Bunt Koggego – wydarzenia w Gdańsku na przełomie lat 1456/1457.

## Wstęp
W roku 1454 w Gdańsku i innych miastach państwa zakonu krzyżackiego wybuchło powstanie przeciwko Krzyżakom, które było początkiem wojny trzynastoletniej. Decyzję o wybuchu powstania podjęła Tajna Rada Związku Pruskiego bez konsultacji z ludnością Gdańska i innych miast.
Pospólstwo Gdańska brało aktywny udział w powstaniu i wojnie zarówno tocząc walki, jak i płacąc dodatkowe podatki, jednakże było rozgoryczone tym, że nie zostało dopuszczone do podejmowania decyzji. Z powodu klęski pod Chojnicami wojna trwała dużo dłużej niż początkowo zakładano, więc w roku 1456 zamiast obiecanej w 1454 spłaty pożyczek zaciągano nowe (przymusowe dla mieszkańców) na kontynuowanie walki.
Powstała opozycja przeciwko radzie. Na jej czele stanął kupiec i armator Marcin Kogge. Miejscem spotkań opozycji był klasztor dominikanów.

## Przebieg
W nocy z 1 na 2 października 1456 doszło do obalenia rady przez opozycjonistów. Nie doszło do walk, gdyż żadna ze stron nie chciała rozlewu krwi, więc od razu rozpoczęły negocjacje. Już następnego dnia ogłoszono osiągnięcie porozumienia. Do rady wprowadzono trzynastu kupców i rzemieślników, z dawnej rady (patrycjuszowskiej) pozostawiono ośmiu rajców (w tym dwóch burmistrzów), a trzech ławników podniesiono do funkcji rajców.
Zmiany w radzie zostały zaakceptowane przez gubernatora królewskiego w Prusach – Jana Bażyńskiego – 21 grudnia 1456.
Marcin Kogge nie wszedł w skład rozszerzonej rady, ponieważ był niezadowolony z ustalonego kompromisu. Jego pomysły wybiegały znacznie dalej – żeby ograniczyć znaczenie dotychczasowych władz i powołać nowe organy reprezentujące pospólstwo i kontrolujące radę, a funkcjonariuszy miejskich mianować nie dożywotnio, ale na dwa lata oraz żeby płacić im pensję, aby funkcje te mogły sprawować także osoby nieposiadające majątku. Ze swoim projektem w styczniu 1457 Kogge wysłał ludzi do Jana Bażyńskiego.
Rada uznała to za akt zdrady i zerwanie osiągniętego 2 października kompromisu.
Wysłanników Koggego złapano i ścięto wraz z trzema innymi jego zwolennikami. Reszta ratowała się ucieczką.
Sam Kogge został złapany w Łebie 6 lutego 1457. Po torturach i krótkim procesie w Pucku został ścięty na Długim Targu w Gdańsku 17 lutego 1457.

## Dalsze skutki
Aby ograniczyć wpływ nowych członków (którzy mieli większość), zwiększono skład rady z 23 do 34 członków. Z Rady wyrzucono jednego rzemieślnika za sympatię dla radykałów Koggego. 22 stronników Koggego skazano na banicję, dla wszystkich innych uczestników zajść ogłaszając amnestię.